# Søheltekvarteret
Søheltekvarteret er et kvarter i det vestlige Aalborg. Kvarteret udgør en del af bydelen Aalborg Vestby og er beliggende mellem Energi Nord Arena og Limfjorden ved Skudehavnen ca. en kilometer vest for Aalborg centrum.
I Søheltekvarteret har gaderne navne efter danske søhelte. Af søhelte der har lagt navne til veje i kvarteret er bl.a. Tordenskjold, Peder Skram, Herluf Trolle, Cort Adeler, Steen Bille, Olfert Fischer og Edouard Suenson. Den gennemgående vej gennem kvarteret er Kastetvej.
Bebyggelsen i Søheltekvarteret er primært lejlighedsbyggeri i 3-4 etager.